# ゴンフォテリウム
ゴンフォテリウム（学名：Gomphotherium）とは、中新世に生息した長鼻類の動物である。

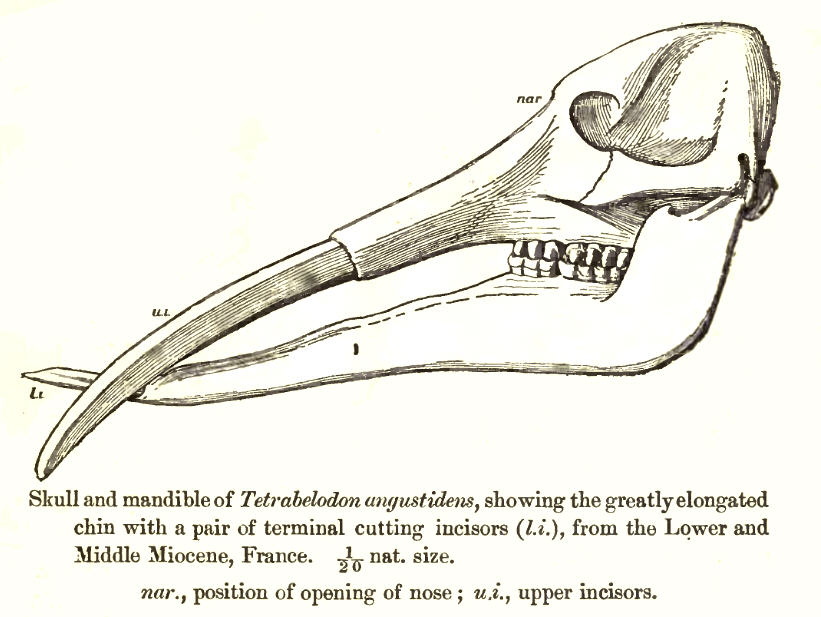
ゴンフォテリウムの頭骨

## 生態
中新世前期に生息した、長鼻類ゴンフォテリウム科の代表的な種で、原始的なゾウである。
骨格的には、現代のゾウと違って顎の上下に牙をもっている。また生息域から、水生植物を主な食物としていたとされる。中央アジア・中国から多くの化石が産出している。
上の牙は威嚇用、下の牙は植物の茎を掘り起こして食べるものであったと推定されている。